# امبانو
امبانو (به لاتین: Ambano) یک سکونتگاه مسکونی در ماداگاسکار است که در واکینانکاراترا واقع شده‌است.

## خصوصیات
امبانو ۳۲٬۰۰۰ نفر جمعیت دارد و ۱٬۵۶۰ متر بالاتر از سطح دریا واقع شده‌است.